# Taverna ducale (Popoli Terme)
La Taverna ducale di Popoli Terme è un museo ospitato in un palazzetto del XIV secolo appartenuto alla famiglia Cantelmo.
Dal dicembre 2014 il Ministero per i beni e le attività culturali la gestisce tramite il Polo museale dell'Abruzzo, nel dicembre 2019 divenuto Direzione regionale Musei.

## Storia

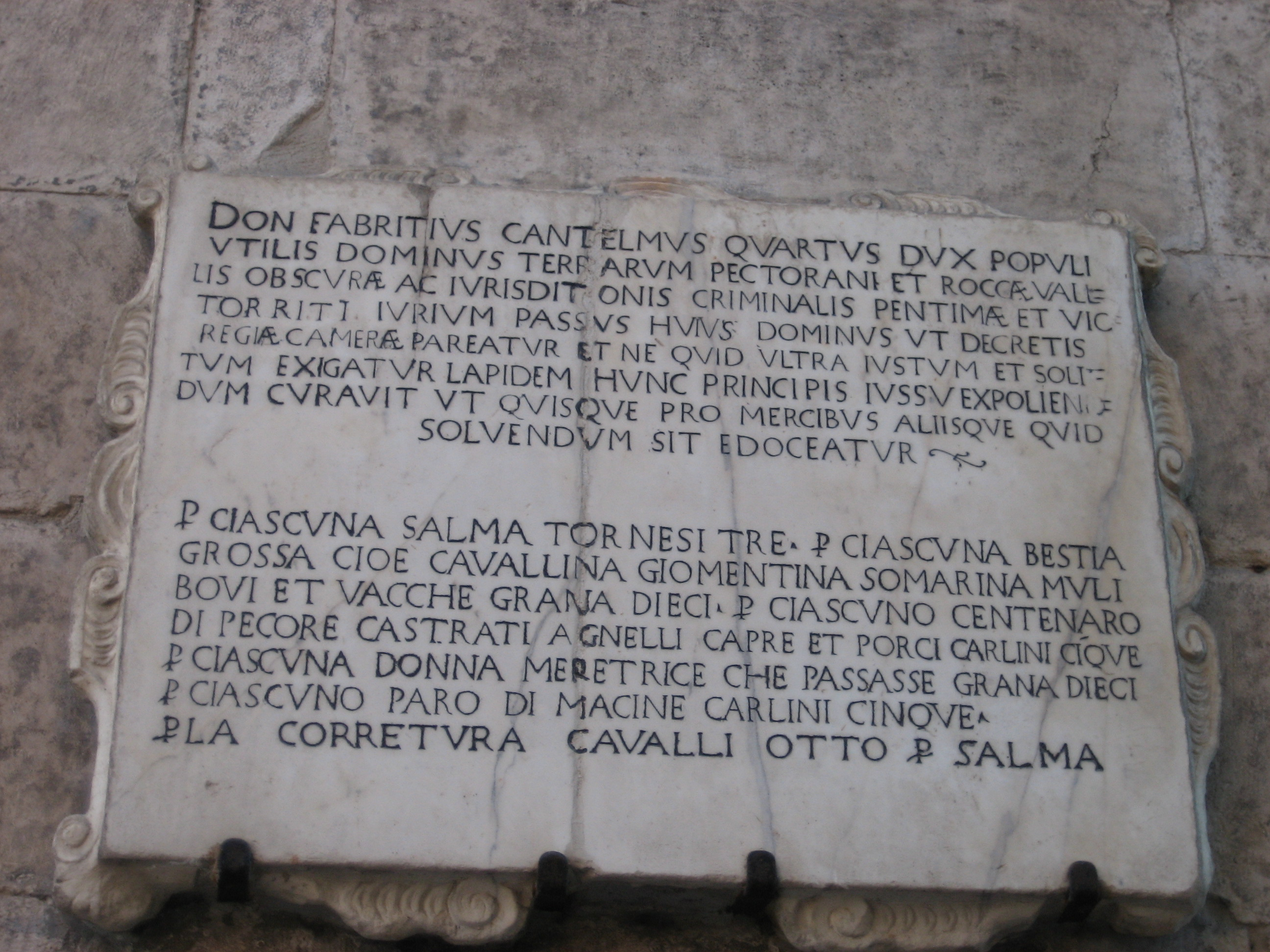
Lapide con i tributi dovuti

Il palazzetto, edificato nella seconda metà del 1300, fu inizialmente costruito come "casa-bottega" per raccogliere le decime sui prodotti delle proprietà della famiglia Cantelmo, come ricorda la lapide sulla facciata. Da magazzino delle merci relative alle decime in attesa di essere vendute, l'edificio divenne successivamente una taverna per compratori e viandanti, con le stanze del piano superiore adibite anche ad albergo.
Acquistate nel 1875 da Francesco Forniti, l'edificio fu adibito a stalla per poi cadere in disuso e infine essere acquistato dal Ministero della Pubblica Istruzione.
Oltre ad essere adibita a museo, la struttura è attualmente utilizzata per mostre e manifestazioni. Al piano superiore si trova un ufficio della Soprintendenza per i Beni Storici Artistici ed Etnoantropologici dell'Abruzzo.

## Collezioni
Il museo ospita una collezione permanente di materiali lapidei, tra i quali due statue romane acefale, un'ara pagana del I secolo, una colonna con capitello ionico, una stele in calcare del I – II secolo d.C.
Vi sono anche reperti di natura religiosa, tra i quali due bassorilievi del XVI secolo e raffiguranti l'Onnipotente e l'Angelo Annunziante.